# Peleng
La isla Peleng (en indonesio: Pulau Paleng) es una isla de la costa este de Célebes, Indonesia y es la isla más grande del grupo de las islas Banggai (Kepulauan Banggai). Está rodeada por el mar de Banda y el mar de las Molucas, tiene una superficie de 2.345 km², y alcanza una altura máxima de 1052 metros sobre el nivel del mar
Hay cinco capitales de distrito en la isla: Bulagi, Tataba, Liang, y Salakan Sambiut. La mayoría de la gente en la isla Peleng vive de la siembra de cocos, batatas, o de la pesca. Las ciudades más grandes de la isla son Bonganang y Basiano.
Algunas de las islas más pequeñas que rodean Peleng, del grupo de las islas Banggai son la propia isla de Banggai, Bowokan, Labobo, Kebongan, Kotudan, Tropettenando, Timpau, Besar salue, salue Kecil, Masepe y Bangkulu.
- Ciudades:
  - Basiano
  - Bongangang
  - Bulagi
  - Lolantang
  - Lukpenenteng
  - Luksagu
  - Pelei
  - Mumulusan
  - Salakan